# 迈加洛波利斯
迈加洛波利斯（希臘語：Μεγαλόπολη），又译为迈加洛波利，是希腊伯罗奔尼撒大区阿卡迪亚专区的一个市镇。该城始建于公元前371年，是当时该地区最早实现城市化的地方。著名历史学家波利比乌斯即生于此地。